# Sous-région de Äänekoski
La Sous-région de Äänekoski (finnois : Äänekosken seutukunta) est une sous-région de la Finlande centrale. 

## Municipalités
Au niveau 1 (LAU 1) des unités administratives locales définies par l'Union européenne la sous-région de Äänekoski porte le numéro 135.
La sous-région de Äänekoski regroupe les municipalités suivantes : 
| Blason             | Municipalité             |
| ------------------ | ------------------------ |
| Konneveden vaakuna | Konnevesi (municipalité) |
| Äänekosken vaakuna | Äänekoski (ville)        |

## Population
Depuis 1980, l'évolution démographique de la sous-région de Äänekoski est la suivante:
| Année      | 1980   | 1985   | 1990   | 1995   | 2000   | 2005   | 2010   |
| ---------- | ------ | ------ | ------ | ------ | ------ | ------ | ------ |
| population | 23 991 | 24 227 | 24 556 | 24 517 | 23 930 | 23 444 | 23 207 |

## Politique
Les résultats de l'élection présidentielle finlandaise de 2018 sont:
- Sauli Niinistö   59.6%
- Pekka Haavisto   8.9%
- Paavo Väyrynen   8.8%
- Laura Huhtasaari   8.6%
- Merja Kyllönen   5.0%
- Matti Vanhanen   4.6%
- Tuula Haatainen   4.3%
- Nils Torvalds   0.2%